# Omatropina
L'omatropina è un farmaco anticolinergico che agisce come antagonista sui recettori muscarinici dell'acetilcolina. È presente negli antitosse, con il nome commerciale di Hycodan, in combinazione con bitartrato di idrocodone, indicato per il sollievo sintomatico della tosse sotto forma di compresse o soluzioni orali. La omatropina è inclusa in quantità subterapeutiche come bromuro di omatropina metilato per scoraggiare il sovradosaggio intenzionale. L'idrobromuro di omatropina è stato somministrato come soluzioni oftalmiche come cicloplegico per paralizzare temporaneamente l'accomodazione e indurre midriasi; tuttavia, tale uso terapeutico non è stato approvato dalla Food and Drud Administration come sicuro ed efficace.

## Farmacologia

### Indicazione d'uso
Utilizzato come agente per il recupero da overdose in combinazione con l'antitosse a base di idrocodone.
Indicato per l'induzione di midriasi nelle soluzioni oftalmiche.

### Farmacodinamica
La omatropina è un farmaco anticolinergico che produce tipici effetti anticolinergici, inducendo midriasi e cicloplegia. Altri effetti, simili a quelli dell'atropina e applicabili anche alla omatropina, includono l'inibizione delle secrezioni, la tachicardia, il rilassamento della muscolatura liscia e gli effetti sul sistema nervoso centrale, come l'eccitazione.

### Meccanismo d'azione
La omatropina è un antagonista competitivo dei recettori muscarinici, con un gruppo aromatico ingombrante al posto del gruppo acetilico dell'acetilcolina. Si ritiene che agisca in modo simile all'atropina, producendo effetti parasimpaticolitici simili. Bloccando i recettori muscarinici e le vie di segnalazione colinergiche, la omatropina impedisce la risposta del muscolo sfintere dell'iride e causa l'insensibilità della pupilla alla luce durante la dilatazione o la midriasi. Inoltre, blocca il muscolo accomodativo del corpo ciliare alla stimolazione colinergica.

### Tossicità
La dose letale DL50 del farmaco somministrato per via orale è di 1200 mg/kg nel ratto, 1400 mg/kg nel topo e 1000 mg/kg nel porcellino d'India. La tossicità sistemica può verificarsi in seguito a un sovradosaggio topico di atropina oftalmica strutturalmente correlata, in particolare nei bambini. Si manifesta con arrossamento e secchezza della pelle, visione offuscata, polso rapido e irregolare, febbre, convulsioni e allucinazioni, nonché perdita di coordinazione neuromuscolare. Nei neonati, può essere osservata distensione addominale. L'intossicazione grave si manifesta con depressione del sistema nervoso centrale, coma, insufficienza circolatoria e respiratoria e morte. Dovrebbe essere avviato un trattamento sintomatico e di supporto. In caso di uso accidentale o sovradosaggio nei neonati e nei bambini piccoli, è necessario mantenere umida la superficie corporea.